# Silit
SiIit je nekovový materiál, který je směsí karbidu křemíku (SiC), křemíku (Si) a grafitu (C) s příměsmi. Vyrábí se lisováním a slinováním do tvaru tyčí a trubek. Je křehký.
Obchodní názvy jsou např. Globar, Quarzilit, Crusilit.

## Použití
- Odporová tělesa – pracovní teplota do cca 1450 °C, vzhledem ke křehkosti jsou trubky a tyče silné a krátké (1,2 až 5 cm, délky od 8 do 200 cm), vyžadují podpůrnou konstrukci
- Rezistory – pracovní teplota do 1600 °C

## Fyzikální vlastnosti
| Hustota:          | ? g/cm³                 |
| Teplota tání:     | 2830 °C [Růžička]       |
| Tepelná vodivost: | ? W/(m·K)               |
| Rezistivita:      | 0,6–3,0 mΩ·m [Hradílek] |